# Physcomitrium perflaccidum
Physcomitrium perflaccidum är en bladmossart som beskrevs av Brotherus och Potier de la Varde 1917. Physcomitrium perflaccidum ingår i släktet huvmossor, och familjen Funariaceae. Inga underarter finns listade i Catalogue of Life.